# Lingadevanahalli, Bellary
Lingadevanahalli là một làng thuộc tehsil Bellary, huyện Bellary, bang Karnataka, Ấn Độ.